# 영희와 준기
영희와 준기는 한국에서 제작된 박흥식 감독의 1991년 영화이다. 이봉규 등이 주연으로 출연하였다.

## 출연

### 주연
- 이봉규
- 김소희
- 원호섭
- 정정국
- 조한희

## 제작진
- 조명: 박종호